# Bohdana Anisova
Bohdana Andrijivna Anisova (ukrainska: Анісова Богдана Андріївна), född 16 mars 1992 i Poltava,  Ukraina, är en volleybollspelare.
Bonisova spelade först volleyboll i Jugorsk i Chantien-Mansien, Ryssland. På klubnivå har Anisova spelat för VK Sievjerodontjanka (2006-2011), Telekom Baku (2012-2014), CS Dinamo București (2014-2015), VK Almaty (2015-2016), USC Münster (2016-2017), Sta. Lucia Lady Realtors (2017-2018), VK Minsk (2018-2019), VK Uralochka-NTMK  (2019-2021), SK Prometej (2021-2022), Al Ahly SC (2022) och Bolu BSK (2022-. Med lagen har hon vunnit ukrainska mästerskapen och cupen (2009), brons i kazakhstanska cupen, belarusiska mästerskapen och cupen (2019) och brons i ryska mästerskapen. Bonisova var lagkapten för SK Prometej. Till följd av Rysslands invasion av Ukraina 2022 började hon spela med Al Ahly, med vilka hon vann de egyptiska mästerskapen. Till säsongen 2023 och fram till sommaren 2024 spelade hon med Gresik Petrokimia VC i Indonesien. Sedan dess spelar hon med Maccabi Haifa.
Hon deltog med Ukrainas damlandslag i volleyboll vid EM 2021. Hon har tidigare spelat för landets ungdomslag.